# 太阳升街道
太阳升街道，是中华人民共和国辽宁省营口市盖州市下辖的一个乡镇级行政单位。

## 行政区划
太阳升街道下辖以下地区：
科寨村、河南村、沙沟村、花园坨村、尚和寨村、何屯村、老庙村、果园村、张大寨村、黄大寨村、新民村、黄坨村、阎峪村、光荣村和邵屯村。